# Ministerio de la Guerra (España)
El Ministerio de la Guerra (o de Guerra) fue un departamento gubernamental encargado de los asuntos militares de tierra que estuvo vigente en España entre 1851 y 1939. Fue uno de los más antiguos, heredando las funciones correspondiente a la Secretaría de Estado y del Despacho de Guerra, adquiriendo el nombre oficial de ministerio a partir del Real Decreto de 20 de septiembre de 1851. En la actualidad el ministerio equivalente es el de Defensa.
Esta denominación terminó al finalizar la guerra civil española, cuando el líder del bando sublevado Francisco Franco, que ya había establecido el Ministerio de Defensa Nacional para los tres ejércitos (Tierra, Mar y Aire) en enero de 1938 en el territorio por él controlado, finalizada ya la guerra, en el verano de 1939 creó los Ministerios del Ejército, Aire y Marina.
Tuvo su sede, desde 1847, en el palacio de Buenavista de Madrid, en la actual sede del Cuartel General del Ejército de Tierra.